# Привада
Привада — приманивание, прикармливание хищника к месту предполагаемой охоты на него (привадить зверя). Один из старинных способов охоты на хищного зверя. В основном используется при охоте на волка, лисицу, медведя и в редких случаях на кабана . 

Смысл привады заключается в прикормке, чтобы привязать зверей, обитающих в данном районе, к одному определённому месту привадой. Хорошо выложенная привада удерживает зверя от естественного желания каждый день менять места дневок.

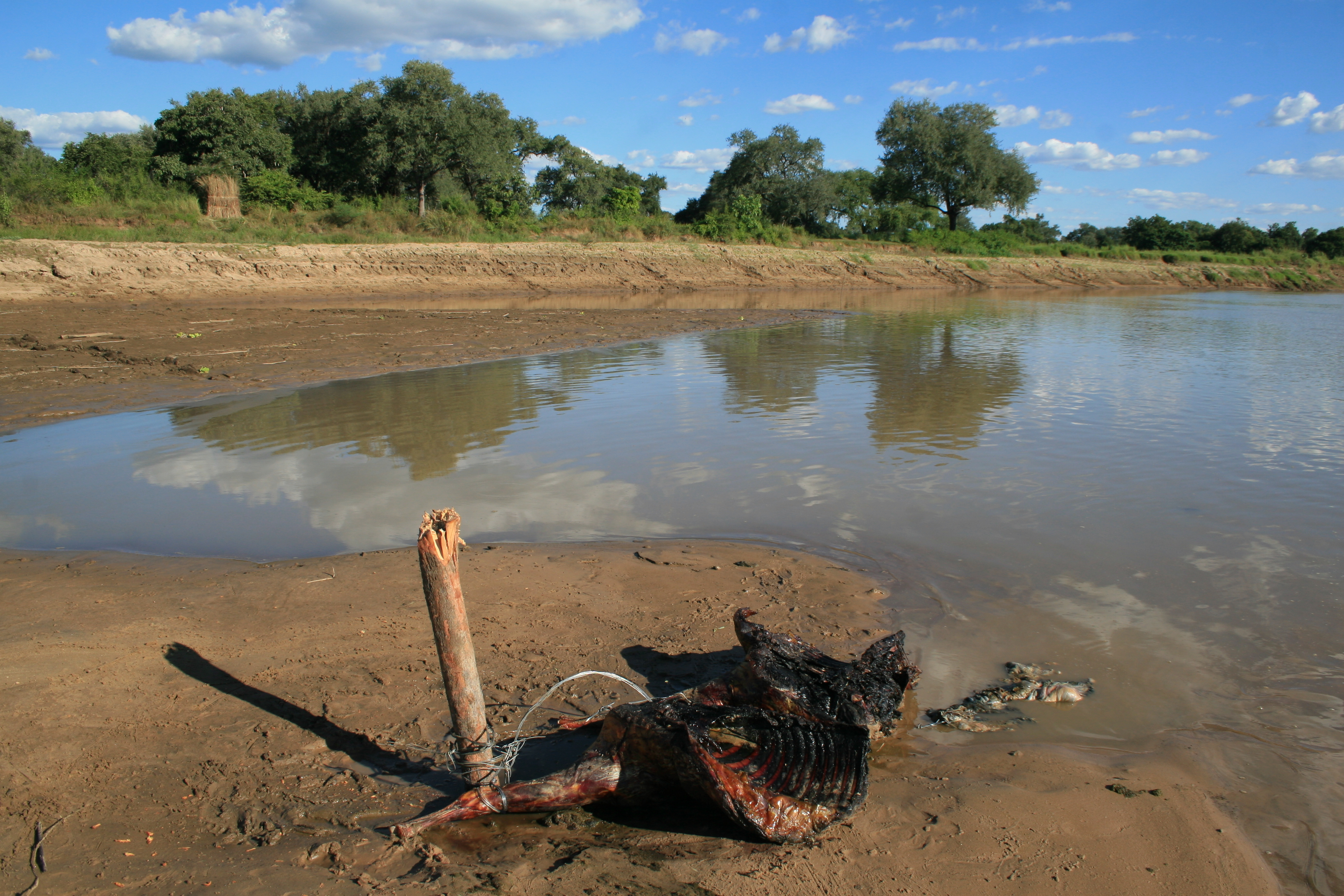
Привада на крокодила — протухшее мясо зебры

Как правило приваду на медведя делают осенью, а на волка и лисицу в зимнее время. Выбирается место под приваду в зависимости от объекта охоты. Место для выбора привады начинается с разведки и подбирается егерем — охотником знающим места проведения охоты и миграцию животных. Кормом для привады может быть туша павшей коровы, лошади или свиньи, а для медведя могут использовать даже овёс. В разных случаях могут использовать любую падаль (зачастую используют уже тухлую тушу). Проверяют приваду на наличие и количество зверя по следам животных ежедневно в полуденное время, так как зверь заходит на кормежку вечером или ночью. Организацию засады берёт на себя опытный охотник.